# NGC 5436
NGC 5436 é uma galáxia espiral (S0-a) localizada na direcção da constelação de Boötes. Possui uma declinação de +09° 34' 26" e uma ascensão recta de 14 horas, 03 minutos e 41,1 segundos.
A galáxia NGC 5436 foi descoberta em 28 de Junho de 1883 por Ernst Wilhelm Leberecht Tempel.